# Shariá
Shariá (en ruso: Шарья) es una ciudad del óblast de Kostromá, en Rusia, centro administrativo del raión homónimo. Se encuentra sobre la orilla izquierda del río Vetluga (afluente del Volga), a 330 km al norderste de Kostromá. Su población era de 24.800 habitantes en 2008.

## Historia
Shariá fue fundada en 1906 y tiene estatus de ciudad desde 1938.

## Demografía
La situación demográfica de Shariá se ha visto deteriorada en el curso de la década de 1990. En 2001, su tasa de natalidad era sólo del 9.4 por mil, mientras que su tasa de mortalidad era del 19.1 por mil y el crecimiento vegetativo acusaba un déficit del 9.7 por mil.
| 1926   | 1939   | 1959   | 1970   |
| ------ | ------ | ------ | ------ |
| 14 300 | 14 300 | 22 300 | 25 800 |
| 1979   | 1989   | 2002   | 2008   |
| 26 000 | 27 062 | 24 900 | 24 800 |

## Cultura y lugares de interés
Shariá es el centro cultural de la zona nordeste del óblast de Kostromá. En los últimos años se ha restaurado la vieja iglesia de madera de San Nicolás. La ciudad cuenta con un museo local.
En el pueblo de Roshchedestvenskoye, en las cercanías, se encuentra el parque edificado sobre la finca de la familia noble Lagunin.

## Economía
Shariá es un centro del sector maderero y del de la elaboración de muebles. Por otro lado, cuenta con un gran hangar ferroviario con talleres. También son de remarcar las empresas que se dedican la construcción y la industria alimentaria (la embotelladora de agua Scharísnkaya).

## Ciudades hermanadas
- Great Falls, Estados Unidos de América.

## Personalalidades
- Liudmila Kolchanova, atleta.